# Proveysieux
Proveysieux és un municipi francès situat al departament de la Isèra i a la regió d'Alvèrnia-Roine-Alps. L'any 2007 tenia 516 habitants.

## Demografia

### Població
El 2007 la població de fet de Proveysieux era de 516 persones. Hi havia 194 famílies de les quals 44 eren unipersonals (8 homes vivint sols i 36 dones vivint soles), 67 parelles sense fills, 75 parelles amb fills i 8 famílies monoparentals amb fills.
La població ha evolucionat segons el següent gràfic:
Habitants censats

### Habitatges
El 2007 hi havia 250 habitatges, 203 eren l'habitatge principal de la família, 37 eren segones residències i 10 estaven desocupats. 248 eren cases i 2 eren apartaments. Dels 203 habitatges principals, 172 estaven ocupats pels seus propietaris, 21 estaven llogats i ocupats pels llogaters i 11 estaven cedits a títol gratuït; 2 tenien una cambra, 13 en tenien dues, 26 en tenien tres, 67 en tenien quatre i 95 en tenien cinc o més. 170 habitatges disposaven pel capbaix d'una plaça de pàrquing. A 57 habitatges hi havia un automòbil i a 137 n'hi havia dos o més.

### Piràmide de població
La piràmide de població per edats i sexe el 2009 era:
| Homes | Edats   | Dones |
| ----- | ------- | ----- |
| 0     | 95 o +  | 0     |
| 4     | 90 a 94 | 0     |
| 0     | 85 a 89 | 4     |
| 0     | 80 a 84 | 0     |
| 4     | 75 a 79 | 0     |
| 20    | 70 a 74 | 16    |
| 4     | 65 a 69 | 16    |
| 4     | 60 a 64 | 4     |
| 24    | 55 a 59 | 4     |
| 12    | 50 a 54 | 28    |
| 16    | 45 a 49 | 16    |
| 24    | 40 a 44 | 12    |
| 28    | 35 a 39 | 28    |
| 12    | 30 a 34 | 16    |
| 12    | 25 a 29 | 20    |
| 8     | 20 a 24 | 4     |
| 20    | 15 a 19 | 20    |
| 4     | 10 a 14 | 28    |
| 16    | 5 a 9   | 20    |
| 20    | 0 a 4   | 12    |

## Economia
El 2007 la població en edat de treballar era de 363 persones, 285 eren actives i 78 eren inactives. De les 285 persones actives 269 estaven ocupades (142 homes i 127 dones) i 16 estaven aturades (5 homes i 11 dones). De les 78 persones inactives 31 estaven jubilades, 36 estaven estudiant i 11 estaven classificades com a «altres inactius».

### Ingressos
El 2009 a Proveysieux hi havia 201 unitats fiscals que integraven 532 persones, la mediana anual d'ingressos fiscals per persona era de 22.956 €.

### Activitats econòmiques
Dels 9 establiments que hi havia el 2007, 1 era d'una empresa extractiva, 1 d'una empresa de construcció, 2 d'empreses de transport, 1 d'una empresa d'hostatgeria i restauració, 1 d'una empresa d'informació i comunicació, 1 d'una empresa immobiliària, 1 d'una empresa de serveis i 1 d'una entitat de l'administració pública.
Dels 3 establiments de servei als particulars que hi havia el 2009, 1 era una fusteria, 1 restaurant i 1 agència immobiliària.
L'any 2000 a Proveysieux hi havia 7 explotacions agrícoles.

## Equipaments sanitaris i escolars
El 2009 hi havia una escola elemental.

## Poblacions més properes
El següent diagrama mostra les poblacions més properes.